# Рожева пантера (фільм, 2006)
«Рожева пантера» (англ. The Pink Panther) — кримінальна кінокомедія 2006 року. Цей фільм заново починає серію «Рожева пантера». У фільмі інспектор Жак Клузо (Стів Мартін) отримує завдання розслідувати вбивство відомого футбольного тренера і крадіжку величезного діаманта «Рожева Пантера».

## Сюжет
Фільм починається з перемоги слідчих щоб розкрити справу і отримати Орден. Для стеження за Клузо Дрейфус призначає  жандарма Жильбера понтонний (Жан Рено) в ролі помічника та водія Клузо, наказуючи доповідати Дрейфус про будь-якій дії Клузо.
Клузо спочатку просувається дуже повільно, регулярно потрапляючи в халепу. Бізу, найкращий футболіст команди (який теж хотів убити Іва Глюана, але його випередили), ненавидів Глюана і був головним підозрюваним, але сам виявляється застрелений в голову. Свідок чула, як перед смертю Бізу сказав «О, це ти» («Oh, it's you»). Тому Клузо говорить Понтону привести в ділянку всіх людей в Парижі з ім'ям «Ти». Він допитує літню китаянку і робить вигляд, що не розуміє її, але пізніше розкривається, що він прекрасно знає кантонський діалект, яким вона розмовляла. У казино Клузо зустрічається з британським агентом 006 Найджелом Босвелл (Клайв Овен, який пародіює Джеймса Бонда). Босвелл прийшов туди, щоб знешкодити «бандитів у газових масках». Прагнучи зберегти своє інкогніто, він прикидається Клузо - одягає плащ інспектора на той час, протягом якого знешкоджує банду. Клузо стає відомим завдяки їх «упійманню». Шарль Дрейфус розгніваний тим, що всі лаври знову дісталися не йому.
Вважаючи, що подруга Глюана Занія знає більше, ніж говорить, Клузо слідує за нею в Нью-Йорк. Намагається імітувати американський акцент, але йому це не вдається (він навіть не може проговорити «гамбургер»). Під час його повернення додому агент Дрейфуса в аеропорту підміняє його валізу на інший, повний зброєю (включаючи обушок, ніж, гранату, револьвер і нунчаки), яке, звичайно ж, виявляють митники. Після того, як він відмовляється випатрати кишені, повні гамбургерів, він намагається сказати, що саме знаходиться в кишенях, але через його дивного акценту (навіть для француза) ніхто не може його зрозуміти. Подальший інцидент з собакою потрапляє у всі газети Франції. У Парижі радісний Дрейфус знижує Клузо у званні і готується розкрити злочин сам. Використовуючи докази - отрута, що вбила Глюана, була створена на основі китайських трав - Дрейфус вирішує, що вбивцею є китайський дипломат на ім'я доктор Пень, якого він збирається урочисто заарештувати на наближення Президентському балу. Дрейфус наказує прибрати ім'я Клузо зі списку гостей.
Повернувшись в своє рідне містечко, Клузо виявляє фотографію свого арешту в Інтернеті (перед цим позбавивши світла мало не весь Париж, включаючи Ейфелеву вежу). Побачивши щось важливе на фотографії, він зв'язується з Понтоном, і вони поспішають в Єлисейський палац, пробравшись за допомогою своєї секретарки Ніколь в будівлю. Їм вдається запобігти вбивству Занії, вистежити і заарештувати справжнього вбивцю, яким виявляється Юрій, колишній радянський солдат, що був помічником Глюана. Клузо розповідає, що китаянка похилого віку сказала йому, що всі футбольні тренери повинні знати китайські традиційні ліки. Крім того, Бізу був застрелений в потиличну частину мозку, положення якої Юрій мав знати з часу служби в російській армії (хоча у фільмі Бізу був застрелений спереду). Клузо також з'ясовує, що Занія зашила Рожеву пантеру між тканинами своєї сумочки. Очевидно, Глюан віддав їй каблучку перед грою, пропонуючи їй руку і серце. За законами Франції перстень тепер належить їй. Клузо розповідає, що саме фотографія його арешту в аеропорту і наштовхнула його на думку про місцезнаходження діаманта, оскільки фотографія також показала екран металодетектора, поки під ним проїжджала сумочка Занії (на задньому плані). Хоча Дрейфус намагається сказати, що саме він направляв Клузо на правильний шлях, Клузо все ж отримує Орден Почесного легіону.
Пізніше Дрейфус виявляється сильно поранений, коли машина Клузо протягла його по дорозі. Візит Клузо в лікарню, де він лежить, призводить до того що койка Дрейфуса падає в  Сену.

## У ролях
| Актор           | Роль                             |
| --------------- | -------------------------------- |
| Стів Мартін     | інспектор Жак Клузо              |
| Кевін Клайн     | головний інспектор Шарль Дрейфус |
| Бейонсе         | Занія                            |
| Жан Рено        | жандарм Жильбер Понтон           |
| Джейсон Стейтем | Ів Глюан                         |
| Емілі Мортімер  | Ніколь                           |
| Генрі Черні     | тренер Юрій                      |
| Роджер Ріс      | Лерок                            |
| Вільям Абаді    | Бізу                             |
| Скотт Едкінс    | Жакар                            |
| Декстер Белл    | Террі Акі-Соус                   |
| Крістін Ченовет | Шері                             |
| Клайв Овен      | Найджер Босвелл (агент 006)      |
| Пол Корда       | П'єр Фуке                        |
| Шарлотта Меєр   | тренер діалектів                 |
| Аліс Тальоні    | жінка-репортер                   |

## Цікаві факти
- На початку фільму персонаж Джейсона Стейтема, Ів Глюан, є власником величезного діаманта. Фільм « Великий куш» закінчується тим, що персонаж Стейтема, Турок, стає власником схожого дорогоцінного каміння.
- Ів Глюан був отруєний китайською отрутою, у фільмі «Адреналін» персонаж Джейсона Стейтема теж був отруєний китайською отрутою.
- Під час спогадів допиту китаянки субтитри не були перекладенням її слів. Насправді вона говорила: «Посеред ночі Ви мене викликали!Що трапилося? Я нічого не робила!»І т. д.
- На роль футболіста-новачка, який забив вирішальний гол, збиралися взяти багатьох футболістів, однак нікому не вдалося це зробити, і тоді запросили єдиноборця, якому вдалося це зробити.
- Ім'я футболіста Бізу є алюзією на прізвисько легендарного французького футболіста  Зінедіна Зідана Зізу.
- Співачка Бейонсе особисто заспівала дві пісні у фільмі в ролі Занії («A Woman Like Me» і «Check On It»).